# 山本和嘉子
山本 和嘉子（やまもと わかこ、1968年7月18日 ‐ ）は、日本の政治家。立憲民主党所属の元衆議院議員（1期）。

## 来歴・人物
京都府京都市左京区生まれ。京都市立下鴨中学校、京都府立洛北高等学校を経て、同志社大学文学部文化学科国文学専攻を卒業後、京都信用金庫に入社。1993年5月15日には京都三大祭りの「葵祭」の第38代斎王代を務めた。その後、参議院議員の福山哲郎の公設秘書などを務めた。
2017年10月9日、立憲民主党は第48回衆議院議員総選挙の第2次公認として、選挙区候補1人と、比例単独候補15人を発表。候補者が確定した。比例北陸信越ブロックの名簿には西村智奈美（新潟1区）が重複立候補者として1位で、松平浩一が単独2位で、山本が単独3位で搭載された。同年10月31日、投開票。立憲民主党は同ブロックで2議席を獲得し、西村が小選挙区で当選したため、3人のうち残りの2人は自動的に当選することとなった
2018年11月20日、立憲民主党京都府第5区総支部長に就任。
2020年9月の新・立憲民主党結成に参加。
2021年10月31日の第49回衆議院議員総選挙では、小選挙区では2位に終わり、共産党や前回希望の党から比例で当選した井上一徳に票が分散したこともあり、比例近畿ブロックでの復活もならず落選。
2024年10月27日の第50回衆議院議員総選挙では、前回と同じく小選挙区は2位に終わり、比例近畿ブロックでの復活もならず落選。
2025年3月8日、立憲民主党京都府連は第27回参議院議員通常選挙の京都府選挙区で山本を擁立すると発表、同月12日には党本部から候補者として発表された。同年7月20日の投開票の結果、定数2人に対し得票数で5位に終わり落選。

## 選挙歴
| 当落 | 選挙                     | 執行日         | 年齢 | 選挙区               | 政党       | 得票数     | 得票率 | 定数 | 得票順位 /候補者数 | 政党内比例順位 /政党当選者数 |
| ---- | ------------------------ | -------------- | ---- | -------------------- | ---------- | ---------- | ------ | ---- | ------------------ | ---------------------------- |
| 当   | 第48回衆議院議員総選挙   | 2017年10月22日 | 49   | 比例北陸信越ブロック | 立憲民主党 | ーー票     | ーー   | 10   | /                  | 2/2                          |
| 落   | 第49回衆議院議員総選挙   | 2021年10月31日 | 53   | 京都府第5区          | 立憲民主党 | 3万2108票  | 23.09% | 1    | 2/4                | 15/4                         |
| 落   | 第50回衆議院議員総選挙   | 2024年10月27日 | 56   | 京都府第5区          | 立憲民主党 | 3万2355票  | 26.09% | 1    | 2/4                | 11/4                         |
| 落   | 第27回参議院議員通常選挙 | 2025年07月20日 | 57   | 京都府選挙区         | 立憲民主党 | 12万7874票 | 10.80% | 2    | 5/9                | /                            |